# Leśnica (Słowacja)

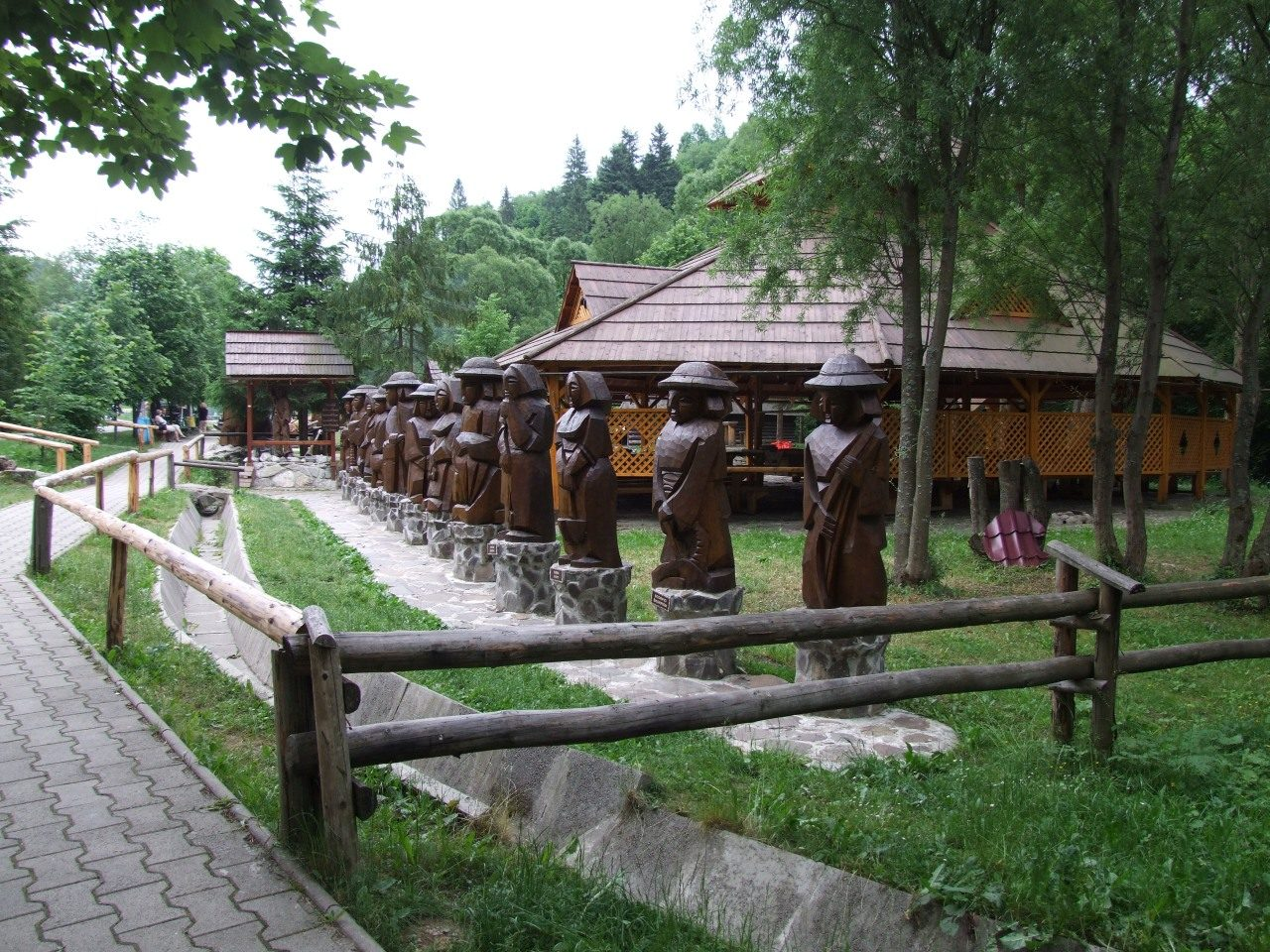
Centrum turystyczne

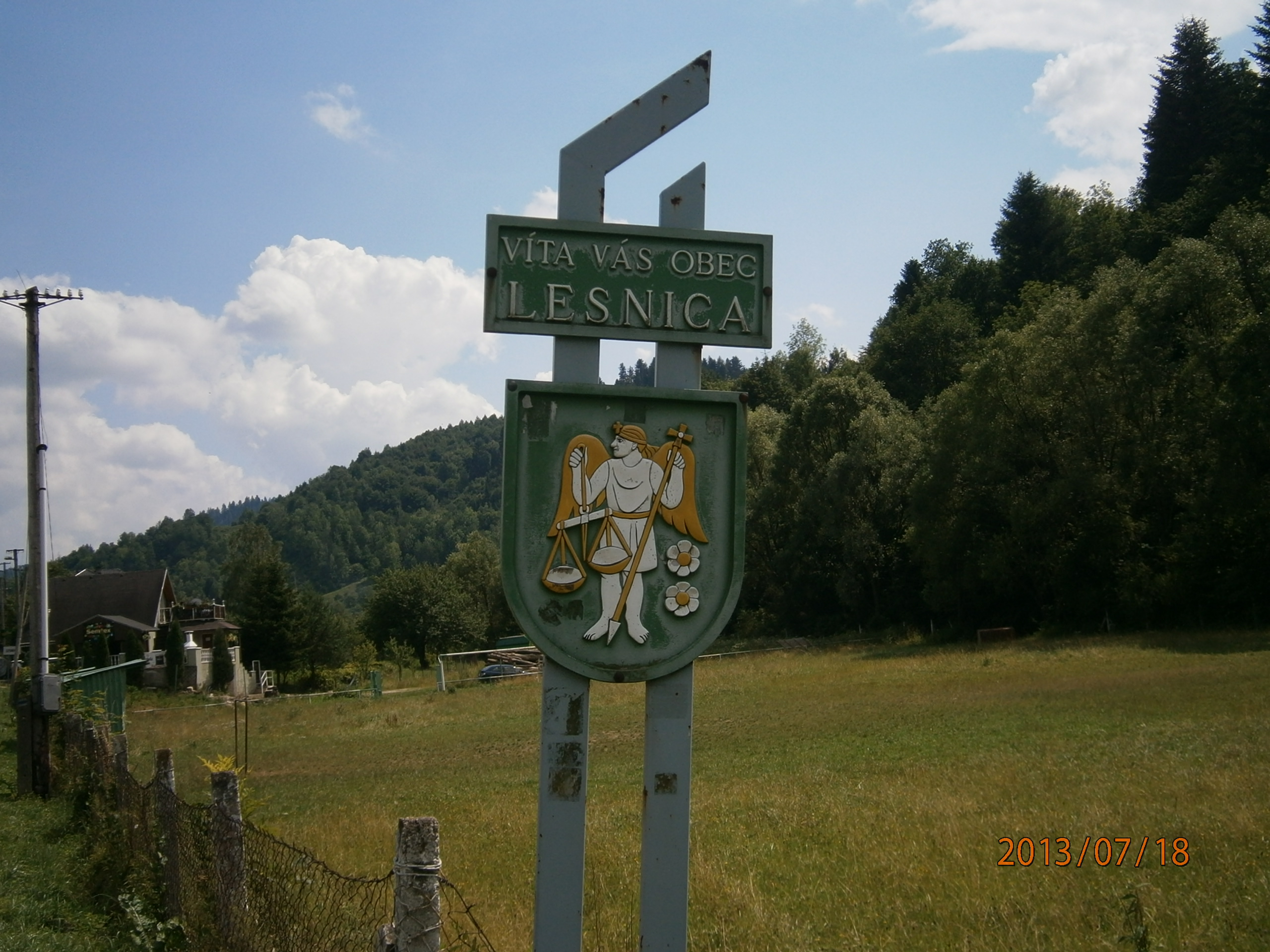
Witacz przy drodze na Leśnicę

Leśnica (słow. Lesnica, niem. Leschnitz, węg. Erdős, do 1902 Lesnicz) – wieś w północnej Słowacji (w historycznym regionie Spisz), położona w powiecie Lubowla. W 2011 liczyła 522 mieszkańców.

## Historia
Pierwsza wzmianka o wsi pochodzi z 1297. Założona została przez rodzinę Görgey na terenie dzisiejszej Starej Leśnicy. W XV wieku istniała także Nowa Leśnica, co może świadczyć o szybkim rozwoju miejscowości. Od XVI wieku wieś stała się własnością zakonników z Czerwonego Klasztoru. Przez długi czas była odizolowana od świata – nie istniała żadna droga do tej miejscowości. Dzięki tej izolacji dobrze zachował się tutaj oryginalny folklor pieniński: dawne zwyczaje, styl budownictwa, ubiory, tradycje pasterskie. W 1751 dotarli do niej przez Przełom Pieniński członkowie wiedeńskiej wyprawy naukowej. Pierwszą, bardzo wąską drogę wykonano w latach 1870–1875 ze Szczawnicy (tzw. Droga Pienińska). Dzięki tej drodze w XIX wieku Leśnica stała się popularna wśród kuracjuszy spacerujących pomiędzy Śmierdzonką (Smerdžonka, dziś część Czerwonego Klasztoru) a Szczawnicą. Wielokrotnie np. w swoich wierszach wymienia ją Maria Konopnicka. Obecną drogę do Wielkiego Lipnika przez przełęcz pod Tokarnią wykonano dopiero w 1967.
Po I wojnie światowej wieś stała się przedmiotem sporu pomiędzy Polską a Czechosłowacją – ostatecznie włączono ją do tej ostatniej. Kazimierz Łapczyński w 1862 pisał o Leśnicy: "zamieszkałą jest przez ludność polską, ale silnie naciskana słowackim żywiołem". W 1938 Polska wymogła przyłączenie miejscowości w swoje granice. 30 czerwca 1939 wieś weszła w skład gminy Szczawnica Wyżna. W 1939 stała się ona częścią Słowacji. Po wojnie po raz kolejny Leśnica była przedmiotem sporów międzynarodowych, ale ostatecznie pozostała w Czechosłowacji.
Najważniejszym zabytkiem Leśnicy jest kościół rzymskokatolicki z XVII wieku, zbudowany na fundamentach gotyckich. Wśród budynków częste są domy w zabudowie szeregowej z bocznymi bramami wejściowymi i drewniane chaty z grubych bierwion.

## Położenie geograficzne i turystyka
Jest to jedyna miejscowość całkowicie położona w środku Pienin. Rozłożona jest na wysokości 470–520 m n.p.m. w głębokiej dolinie Leśnickiego Potoku pomiędzy Małymi Pieninami a Grupą Golicy. Od zachodniej strony dolina ta ciasnym wąwozem (przełom Leśnickiego Potoku), pomiędzy wapiennymi ścianami Wylizanej i Golicy uchodzi do doliny Dunajca.
Miejscowość utrzymuje silne kontakty z pobliską Szczawnicą, z której często przychodzą tutaj pieszo polscy turyści (30 min.). Dojazd samochodem możliwy jest okrężną drogą przez Czerwony Klasztor i przełęcz pod Tokarnią. Licznie przychodzą tutaj szczawniczanie na odpust na św. Michała (29 września). Obecnie wieś jest jednym z centrów ruchu turystycznego w słowackiej części Pienin. Wielu jej mieszkańców zajmuje się obsługą spływu Dunajcem. W zimie działa wyciąg narciarski. Dla potrzeb turystów istnieje restauracja, centrum turystyczne, pensjonaty i schronisko turystyczne (Chata Pieniny). W sezonie często występy ludowych kapel.
Szlaki turystyczne
  niebieski: Droga Pienińska – Leśnica – przełęcz Limierz – Przełęcz pod Klasztorną Górą – Czerwony Klasztor. 2.10 h, ↓ 2 h
  zielony: Leśnica – przełęcz Pod Płaśniami – Haligowce. 2.05 h, ↓ 2.05 h
  żółty: do skrzyżowania z niebieskim na Szafranówce. 35 min., ↓ 25 min.

## Horská záchranná služba
W Leśnicy znajduje się stacja  słowackiego Górskiego Pogotowia Ratunkowego (sł.Horská záchranná služba). Ratownicy ze stacji zajmująca się ratownictwem górskim, udzielając pomocy turystom i mieszkańcom w nagłych przypadkach.

## Miasta partnerskie
- Szczawnica

## Kultura
We wsi jest używana gwara spiska, zaliczana przez polskich językoznawców jako gwara dialektu małopolskiego języka polskiego, przez słowackich zaś jako gwara przejściowa polsko-słowacka.